# 玻利瓦爾城 (安蒂奧基亞省)
玻利瓦爾城是哥倫比亞的城鎮，位於該國西北部，由安蒂奧基亞省負責管轄，距離首府麥德林109公里，始建於1839年，面積285平方公里，海拔高度1,400米，2002年人口28,466。
5°51′N 76°02′W / 5.850°N 76.033°W